# Prix Juno
Pour les articles homonymes, voir Juno.
Les prix Juno (en anglais : Juno Awards) sont des prix créés en 1970 et remis annuellement par le Canadian Academy of Recording Arts and Sciences (en) (CARAS) à des artistes canadiens œuvrant dans la musique. Avec les prix du cinéma canadien, ils sont considérés comme l'une des principales cérémonies annuelles de remise de prix dans le domaine du divertissement au Canada. Les nouveaux membres du Panthéon de la musique canadienne sont également intronisés dans le cadre des cérémonies de remise des prix.

## Description
Les prix Juno sont remis à des artistes canadiens œuvrant dans la musique. Au fil des ans, la description des catégories a évolué, bien que certaines soient demeurées inchangées. Depuis 2002, la chaîne de télévision CTV diffuse le gala de remise des prix. Le gala est itinérant à travers le Canada dans le but de souligner que les prix s'adressent à tout artiste canadien.

## Histoire

### Débuts
Les prix Juno sont créés en 1970 lorsque deux éditeurs d'une revue, dont Sam Sniderman, destinée aux gens de l'industrie du disque, organisent un gala de remise de prix[réf. souhaitée]. Un an plus tard, l'évènement change de nom pour rendre hommage à Pierre Juneau, chef du Conseil de la radiodiffusion et des télécommunications canadiennes (CRTC) de l'époque, car il vient d'introduire des règles relatives au contenu canadien dans la musique produite et diffusée au Canada. Ce nom change lorsque quelqu'un s'avise que Junon (en anglais : Juno) est une déesse romaine[réf. nécessaire]. À ses débuts, la cérémonie a lieu à Toronto puis commence à se déplacer de ville en ville à travers le Canada. Pour célébrer vingt-cinq ans de remises de prix, le CARAS coordonne la production d'un coffret souvenir en 1995. Devant le succès rencontré, il récidive cinq ans plus tard avec un autre coffret[réf. nécessaire].
Ils demeurent exclusifs aux gens du milieu du disque jusqu'en 1975. À cette date, une première télédiffusion de l'évènement est effectuée à la suite de la création de la Canadian Academy of Recording Arts and Sciences (en) (CARAS). À partir de ce moment, le nombre de catégories d'artistes augmenta, tout comme l'audience. 

### Années 1990
En 1991, les prix sont décernés à Vancouver, la première fois que les cérémonies des Juno se déroulaient en dehors de Toronto. Cette année-là a également été marquée par l'introduction d'une catégorie pour les enregistrements de rap.
Pour la première fois, les prix de 1995, qui se déroulent au Copps Coliseum de Hamilton, étaient ouverts au public. Cette année marque le 25e anniversaire des Juno. En 1996, le coffret de quatre CD et 77 chansons Oh What a Feeling : A Vital Collection of Canadian Music et un livre ont été publiés pour marquer le 25e anniversaire des prix Juno. Le coffret, qui contient des chansons populaires d'artistes canadiens des années 1960 à 1990, s'est vendu à plus d'un million d'exemplaires et est certifié diamant. En 2001, un deuxième coffret de quatre CD est publié pour célébrer le 30e anniversaire des prix. En 2006, un troisième coffret est publié pour célébrer le 35e anniversaire et est certifié platine au Canada.

### Depuis les années 2000

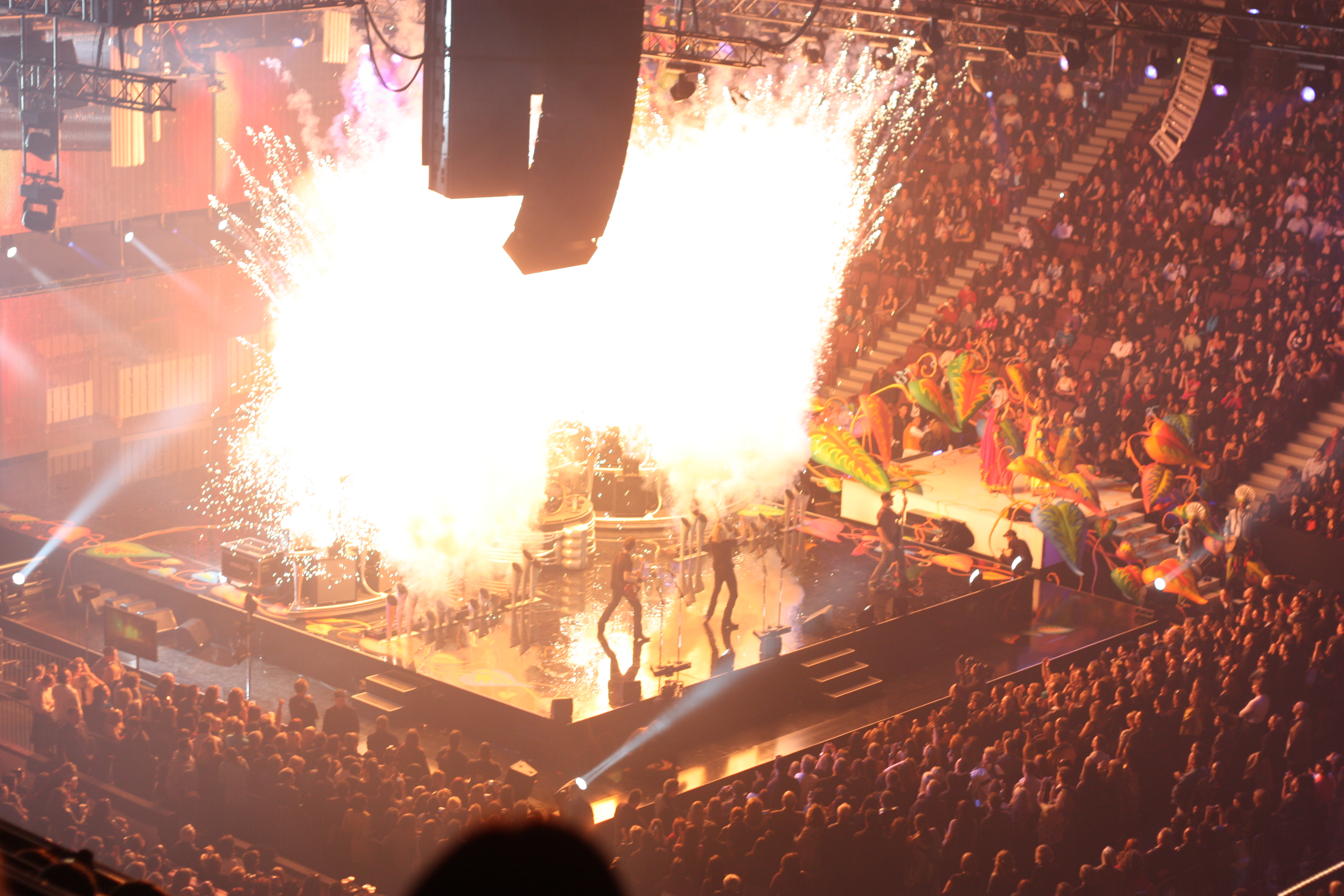
Nickelback aux Juno 2009.

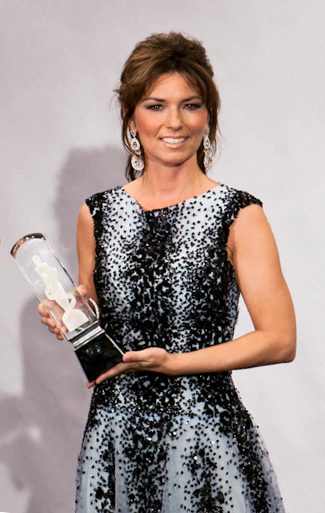
La Canadienne Shania Twain avec son trophée en 2011.

Le prix Allan Waters, qui rend hommage à l'icône des médias Allan Waters, est inauguré en 2006. Le premier artiste à recevoir cet honneur est Bruce Cockburn.
Lors de la cérémonie de 2007, l'animatrice Nelly Furtado entre dans l'histoire des Juno en étant la première candidate ayant reçu plusieurs nominations à remporter tous les prix pour lesquels elle était nommée. Les deux prix les plus prestigieux, celui de l'album de l'année et celui de l'artiste de l'année, sont remportés.
Le 18 avril 2017, le président de CARAS, Allan Reid, annonce que les cérémonies reviendraient à la CBC pour la première fois depuis 2002, au moins pour les six prochaines années. Il déclare vouloir collaborer avec la CBC pour renforcer la présence des prix Juno tout au long de l'année en tant que plateforme de promotion de la musique canadienne.
L'événement de 2020 est annulé en raison de la pandémie de Covid-19 au Canada, mais est remplacé par une cérémonie diffusée en ligne le 29 juin.
Tous les honneurs obtenus par Buffy Sainte-Marie sont annulés par CARAS le 7 mars 2025, après qu'elle a confirmé qu'elle n'avait jamais obtenu la citoyenneté canadienne.

## Catégories

### Actuelles

#### Artistes (interprètes et autres)
- Artiste de l'année (depuis 2002)
- Groupe de l'année (depuis 1970)
- Artiste ou groupe autochtone contemporain de l'année (depuis 2022)
- Artiste ou groupe autochtone traditionnel de l'année (depuis 2022)
- Artiste ou groupe émergeant de l'année (dès 2025)
- Juno Tik Tok choix du public (depuis 2003)
- Auteur-compositeur de l'année (depuis 1971)
- Auteur-compositeur (non-performeur) de l'année (dès 2025)

#### Albums
- Album de l'année (depuis 1975)
- Album adulte alternatif de l'année (depuis 2005)
- Album adulte contemporain de l'année (depuis 2013)
- Album alternatif de l'année (depuis 1995)
- Album blues de l'année (depuis 1998)
- Album chrétien/gospel contemporain de l'année (depuis 1998)
- Album classique de l'année (grand ensemble) (depuis 1985)
- Album classique de l'année (petit ensemble) (depuis 2022)
- Album classique de l'année (solo) (depuis 2022)
- Album country de l'année (seulement en 1974, depuis 2010)
- Album électronique de l'année (depuis 2011)
- Album francophone de l'année (depuis 1992)
- Album d'humour de l'année (1979 à 1980, 1982, 1984, depuis 2018)
- Album instrumental de l'année (depuis 1999)
- Album jazz de l'année (groupe) (depuis 2015)
- Album jazz de l'année (solo) (depuis 2015)
- Album jazz vocal de l'année (depuis 2000)
- Album jeunesse de l'année (depuis 1979)
- Album de musique globale de l'année (depuis 1996)
- Album de musique métal/hard de l'année (1991 à 1995, depuis 2012)
- Album pop de l'année (seulement en 1974, depuis 1999)
- Album rock de l'année (seulement en 1974, depuis 1996)
- Album roots contemporain de l'année (depuis 2016)
- Album roots traditionnel de l'année (depuis 2016)
- Album/EP rap de l'année (depuis 2022)

#### Singles, enregistrements et autres
- Single de l'année (depuis 1975)
- Single dance underground de l'année (depuis 2022)
- Single rap de l'année (depuis 2022)
- Enregistrement dance de l'année (depuis 1990)
- Enregistrement r&b/soul contemporain de l'année (depuis 2021)
- Enregistrement r&b/soul traditionnel de l'année (depuis 2021)
- Enregistrement reggae de l'année (depuis 1994)
- Enregistrement sud-asiatique de l'année (dès 2025)
- Composition classique de l'année (depuis 1987)

#### Producteurs, ingénieurs studio et autres
- Prix Jack Richardson du réalisateur de l'année (1975 à 1977, depuis 1979)
- Graphisme d'album de l'année (depuis 1975)
- Ingénieur du son de l'année (depuis 1976)
- Vidéoclip de l'année (depuis 1984)

### Anciennes
- Album autochtone de l'année (2010-2019)
- Album classique de l'année : solo ou ensemble de chambre (1985-2021)
- Album classique de l'année : performance vocale ou chorale (1994-2021)
- Album folk et musique traditionnelle de l'année - solo (1996-2015)
- Album folk et musique traditionnelle de l'année - groupe (1996-2015)
- Album international de l'année (1975-1992, 2003-2024)
- Album jazz contemporain de l'année (1994-2014)
- Album jazz standard de l'année (1994-2014)
- Album le plus vendu (artiste étranger ou domestique) (1993-2002)
- Artiste instrumental de l'année (1976-1998)
- Artiste ou groupe autochtone de l'année (2020-2021)
- Enregistrement autochtone de l'année (1994-2009)
- Enregistrement country de l'année (2003-2009)
- Enregistrement r&b/soul de l'année (1985-2020)
- Enregistrement rap de l'année (1991-2021)
- Interprète féminine la plus prometteuse de l'année (1974-1993)
- Interprète masculin le plus prometteur de l'année (1974-1993)
- Meilleur album blues/gospel (1994-1997)
- Meilleur album classique de l'année (1977-1984)
- Meilleur album folk et musique traditionnelle (1989-1995)
- Meilleur album jazz (1977-1993)
- Meilleur artiste country féminin (1970-2001)
- Meilleur artiste country masculin (1970-2001)
- Meilleur artiste féminin (1970-2001)
- Meilleur artiste masculin (1970-2001)
- Meilleur artiste/groupe country (seulement en 2002)
- Meilleur enregistrement de musique globale (1992-1995)
- Meilleur enregistrement reggae/calypso (1985-1991)
- Meilleur groupe ou duo country (1970-2001)
- Meilleur nouvel artiste/groupe country (seulement en 2002)
- Meilleur single (contemporain) (seulement en 1974)
- Meilleur single (country) (seulement en 1974)
- Meilleur single (folk) (seulement en 1974)
- Meilleur single (pop) (seulement en 1974)
- Performance de l'année - féminin (1972-1973)
- Performance de l'année - groupe (1972-1973)
- Performance de l'année - masculin (1972-1973)
- Producteur de l'année - album (seulement en 1978)
- Producteur de l'année - single (seulement en 1978)
- Révélation de l'année (artiste) (1994-2024)
- Révélation de l'année (groupe) (1974-2024)

## Détails des cérémonies
Les Prix Juno n'ont jamais eu lieu à l'extérieur de Toronto avant 1991. Depuis, les cérémonies ont été tenues à travers le Canada, d'un océan à l'autre. Le Nouveau-Brunswick, l'Île-du-Prince-Édouard et le Québec n'ont pas encore eu la visite des Prix Juno. Dans les dernières années, les différents lieux choisis présentent des événements et festivals en lien avec les prix.
| Dates et lieux des Prix Juno |                                                     |                                                     |                                                     |                                                     |                                                     |
| Année                        | Date                                                | Ville                                               | Salle                                               | Présentateurs                                       | Diffuseur                                           |
| 1970                         | 23 février                                          | Toronto, Ontario                                    | St. Lawrence Hall                                   | George Wilson                                       | aucun                                               |
| 1971                         | 22 février                                          | Toronto, Ontario                                    | St. Lawrence Hall                                   | George Wilson                                       | aucun                                               |
| 1972                         | 28 février                                          | Toronto, Ontario                                    | Inn on the Park                                     | George Wilson                                       | aucun                                               |
| 1973                         | 12 mars                                             | Toronto, Ontario                                    | Inn on the Park                                     | George Wilson                                       | CBC Radio                                           |
| 1974                         | 25 mars                                             | Toronto, Ontario                                    | Inn on the Park                                     | George Wilson                                       | aucun                                               |
| 1975                         | 24 mars                                             | Toronto, Ontario                                    | Exposition nationale canadienne                     | Paul Anka                                           | CBC                                                 |
| 1976                         | 15 mars                                             | Toronto, Ontario                                    | Ryerson Polytechnic Institute                       | John Allan Cameron                                  | CBC                                                 |
| 1977                         | 16 mars                                             | Toronto, Ontario                                    | Royal York Hotel                                    | David Steinberg                                     | CBC                                                 |
| 1978                         | 28 mars                                             | Toronto, Ontario                                    | Harbour Castle Hilton                               | David Steinberg                                     | CBC                                                 |
| 1979                         | 21 mars                                             | Toronto, Ontario                                    | Harbour Castle Hilton                               | Burton Cummings                                     | CBC                                                 |
| 1980                         | 2 avril                                             | Toronto, Ontario                                    | Harbour Castle Hilton                               | Burton Cummings                                     | CBC                                                 |
| 1981                         | 5 février                                           | Toronto, Ontario                                    | O'Keefe Centre                                      | Andrea Martin                                       | CBC                                                 |
| 1982                         | 14 avril                                            | Toronto, Ontario                                    | Harbour Castle Hilton                               | Burton Cummings                                     | CBC                                                 |
| 1983                         | 5 avril                                             | Toronto, Ontario                                    | Harbour Castle Hilton                               | Burton Cummings et Alan Thicke                      | CBC                                                 |
| 1984                         | 5 décembre                                          | Toronto, Ontario                                    | Parc des expositions de Toronto                     | Joe Flaherty et Andrea Martin                       | CBC                                                 |
| 1985                         | 4 novembre                                          | Toronto, Ontario                                    | Harbour Castle Hilton                               | Andrea Martin et Martin Short                       | CBC                                                 |
| 1986                         | 10 novembre                                         | Toronto, Ontario                                    | Harbour Castle Hilton                               | Howie Mandel                                        | CBC                                                 |
| 1987                         | 2 novembre                                          | Toronto, Ontario                                    | O'Keefe Centre                                      | Howie Mandel                                        | CBC                                                 |
| 1988                         | Aucune cérémonie des prix Juno n'a lieu cette année | Aucune cérémonie des prix Juno n'a lieu cette année | Aucune cérémonie des prix Juno n'a lieu cette année | Aucune cérémonie des prix Juno n'a lieu cette année | Aucune cérémonie des prix Juno n'a lieu cette année |
| 1989                         | 12 mars                                             | Toronto, Ontario                                    | O'Keefe Centre                                      | André-Philippe Gagnon                               | CBC                                                 |
| 1990                         | 18 mars                                             | Toronto, Ontario                                    | O'Keefe Centre                                      | Rick Moranis                                        | CBC                                                 |
| 1991                         | 3 mars                                              | Vancouver, Colombie-Britannique                     | Queen Elizabeth Theatre                             | Paul Shaffer                                        | CBC                                                 |
| 1992                         | 29 mars                                             | Toronto, Ontario                                    | O'Keefe Centre                                      | Rick Moranis                                        | CBC                                                 |
| 1993                         | 21 mars                                             | Toronto, Ontario                                    | O'Keefe Centre                                      | Céline Dion                                         | CBC                                                 |
| 1994                         | 20 mars                                             | Toronto, Ontario                                    | O'Keefe Centre                                      | Roch Voisine                                        | CBC                                                 |
| 1995                         | 26 mars                                             | Hamilton, Ontario                                   | Copps Coliseum                                      | Les acteurs de This Hour Has 22 Minutes             | CBC                                                 |
| 1996                         | 10 mars                                             | Hamilton, Ontario                                   | Copps Coliseum                                      | Anne Murray                                         | CBC                                                 |
| 1997                         | 9 mars                                              | Hamilton, Ontario                                   | Copps Coliseum                                      | Jann Arden                                          | CBC                                                 |
| 1998                         | 22 mars                                             | Vancouver, Colombie-Britannique                     | General Motors Place                                | Jason Priestley                                     | CBC                                                 |
| 1999                         | 7 mars                                              | Hamilton, Ontario                                   | Copps Coliseum                                      | Mike Bullard                                        | CBC                                                 |
| 2000                         | 12 mars                                             | Toronto, Ontario                                    | SkyDome                                             | The Moffatts                                        | CBC                                                 |
| 2001                         | 4 mars                                              | Hamilton, Ontario                                   | Copps Coliseum                                      | Rick Mercer                                         | CBC                                                 |
| 2002                         | 14 avril                                            | Saint-Jean de Terre-Neuve, Terre-Neuve-et-Labrador  | Mile One Stadium                                    | Barenaked Ladies                                    | CTV                                                 |
| 2003                         | 6 avril                                             | Ottawa, Ontario                                     | Corel Centre                                        | Shania Twain                                        | CTV                                                 |
| 2004                         | 4 avril                                             | Edmonton, Alberta                                   | Rexall Place                                        | Alanis Morissette                                   | CTV                                                 |
| 2005                         | 3 avril                                             | Winnipeg, Manitoba                                  | MTS Centre                                          | Brent Butt                                          | CTV                                                 |
| 2006                         | 2 avril                                             | Halifax, Nouvelle-Écosse                            | Halifax Metro Centre                                | Pamela Anderson                                     | CTV                                                 |
| 2007                         | 1er avril                                           | Saskatoon, Saskatchewan                             | Credit Union Centre                                 | Nelly Furtado                                       | CTV                                                 |
| 2008                         | 6 avril                                             | Calgary, Alberta                                    | Pengrowth Saddledome                                | Russell Peters                                      | CTV                                                 |
| 2009                         | 29 mars                                             | Vancouver, Colombie-Britannique                     | General Motors Place                                | Russell Peters                                      | CTV                                                 |
| 2010                         | 18 avril                                            | Saint-Jean de Terre-Neuve, Terre-Neuve et Labrador  | Mile One Centre                                     | Aucun                                               | CTV                                                 |
| 2011                         | 27 mars                                             | Toronto, Ontario                                    | Air Canada Centre                                   | Drake                                               | CTV                                                 |
| 2012                         | 1er avril                                           | Ottawa, Ontario                                     | Scotiabank Place                                    | William Shatner                                     | CTV                                                 |
| 2013                         | 21 avril                                            | Regina, Saskatchewan                                | Brandt Centre                                       | Michael Bublé                                       | CTV                                                 |
| 2014                         | 30 mars                                             | Winnipeg, Manitoba,                                 | MTS Centre                                          | Classified, Johnny Reid et Serena Ryder             | CTV                                                 |
| 2015                         | 15 mars                                             | Hamilton, Ontario                                   | FirstOntario Centre                                 | Jacob Hoggard                                       | CTV                                                 |
| 2016                         | 3 avril                                             | Calgary, Alberta                                    | Scotiabank Saddledome                               | Jann Arden et Jon Montgomery                        | CTV                                                 |
| 2017                         | 2 avril                                             | Ottawa, Ontario                                     | Canadian Tire Centre                                | Michael Bublé                                       | CTV                                                 |
| 2018                         | 25 mars                                             | Vancouver, Colombie-Britannique                     | Rogers Arena                                        | Michael Bublé                                       | CBC                                                 |
| 2019                         | 17 mars                                             | London, Ontario                                     | Budweiser Gardens                                   | Sarah McLachlan                                     | CBC                                                 |
| 2020                         | 29 juin                                             | Virtuel                                             | Virtuel                                             | Odario Williams et Damhnait Doyle                   | CBC Gem                                             |
| 2021                         | 6 juin                                              | Toronto, Ontario                                    | Rebel Nightclub                                     | Angeline Tetteh-Wayoe                               | CBC                                                 |
| 2022                         | 15 mai                                              | Toronto, Ontario                                    | Budweiser Stage                                     | Simu Liu                                            | CBC                                                 |
| 2023                         | 13 mars                                             | Edmonton, Alberta                                   | Rogers Place                                        | Simu Liu                                            | CBC                                                 |
| 2024                         | 24 mars                                             | Halifax, Nouvelle-Écosse                            | Scotiabank Centre                                   | Nelly Furtado                                       | CBC                                                 |
| 2025                         | 30 mars                                             | Vancouver, Colombie-Britannique                     | Rogers Arena                                        | Michael Bublé                                       | CBC                                                 |